# العزيزية (الشرقية)
قرية العزيزية هي إحدى القرى التابعة لمركز منيا القمح في محافظة الشرقية في جمهورية مصر العربية. حسب إحصاءات سنة 2006، بلغ إجمالي السكان في العزيزية 28853 نسمة، منهم 14837 رجل و14016 امرأة. ومن أعلامها الوزير الأسبق المهندس سيد مرعي نصر وهو أول وزير للإصلاح الزراعى عام 1957، ثم وزيرا للزراعة لفترات طويلة ورئيس هيئة مستشارى رئيس الجمهورية وأحد رؤساء مجلس الشعب المصري.

## التسمية
تعد العزيزية من القرى القديمة، فقد ذكر ياقوت الحموي في معجم البلدان قائلاً بأن العزيزية اسم لخمس قرى بمصر تنسب إلى العزيز بالله نزار الفاطمي منها اثنتان بكورة الشرقية وهذه إحداها. كما ورد ذكرها في قوانين ابن مماتي وتحفة الإرشاد أنها من أعمال الشرقية، ووردت في التحفة باسم العزيزية وهي الخِربة ومَعن كفرها من أعمال الشرقية، والصواب العزيزية والخربة مضافة لها لأن الخِربة قرية أخرى وردت منفصلة في قوانين ابن مماتى وفي تحفة الإرشاد. وزاد في قوانين الدواوين قوله، أنها هي جزيرة الحكما ووردت في دليل سنة 1224هـ  بإسمها العزيزية. أما الخِربة فكانت من كفور العزيزية ومكانها اليوم عزبة عبد الله عامر بأراضى العزيزية، وأما مَعن فكانت من كفورها أيضًا وقد إندثرت ومكانها اليوم تل الجارودي بحوض الجارودي بأراضى العزيزية.

## التاريخ الإدارى
كانت العزيزية قاعدة لمركز العزيزية، وكان اسمه قسم العزيزية من سنة 1826م وكانت دائرة اختصاصه في ذلك الوقت تشمل 85 بلدة، وفي سنة 1875م نُقل ديوان المركز والمصالح الأميرية الأخرى إلى بلدة منيا القمح، وسمى المركز باسمها لوجودها على السكة الحديدية وتوسطها بين قرى المركز، وبذلك أُلغى مركز العزيزية.